# Clima equatorial

Zonas mundiais do clima equatorial (Af).

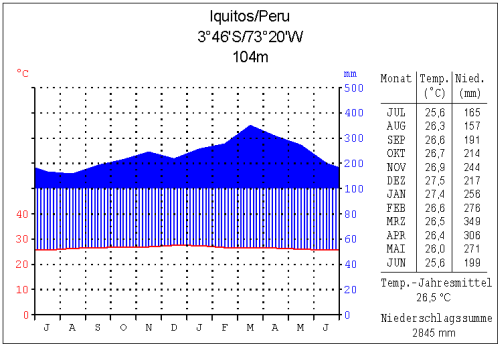
Climograma da localidade amazónica peruana de Iquitos. Veja-se a regularidade térmica e de precipitação. O maior pico de precipitação ocorre em Março e o segundo em Novembro.

O clima equatorial ou clima de floresta tropical, é um tipo de clima tropical encontrado geralmente (mas nem sempre) ao longo da linha do Equador. As regiões com este clima caracterizam tipicamente florestas tropicais, e é denotado pelo grupo Af na classificação climática de Köppen-Geiger. O clima equatorial é tipicamente quente e úmido. Lugares com este clima situam-se tipicamente numa faixa de 10º de latitude da linha do Equador.

## Descrição
O clima equatorial costuma a ser caracterizado pela elevada temperatura média do ar; entre 24 °C e 27 °C, com média mensal sempre superior a 18 °C e pela alta pluviosidade (superior 2000 mm de precipitação total anual e precipitação média mensal superior a 60 mm em todos os meses do ano).
A generalidade das regiões de clima equatorial encontram-se concentradas numa faixa de 10° de latitude em torno da linha do Equador, razão que justifica a atribuição da designação de equatorial dada ao tipo. A dinâmica da atmosfera nestas regiões é dominada pela presença da Zona de Convergência Intertropical e pelo predomínio de fenômenos do tipo convectivo, produzindo precipitação intensa em geral associada a trovoadas durante o período mais quente do dia (início da tarde). As elevadas temperaturas asseguram uma elevada evapotranspiração.
A convergência dos ventos alíseos, a elevada evaporação e as altas temperaturas, assegurando umidades absolutas elevadas, permitem o transporte atmosférico de grandes massas de vapor de água, assegurando que mesmo nas regiões continentais afastadas dos oceanos a umidade relativa do ar se mantêm elevada e a capacidade de geração de precipitação convectiva é elevada durante todo o ano. Nestas regiões é comum a precipitação média anual situar-se entre 3000 mm e 3500 mm anuais, na sua quase totalidade de origem convectiva resultantes da presença sobre a região da célula de Hadley.
Em consequência, nas regiões de clima equatorial não existe uma estação seca definida e a temperatura do ar é elevada durante o ano inteiro, com uma amplitude térmica anual inferior a 4 °C e uma amplitude térmica diária inferior a 10 °C.

## Distribuição

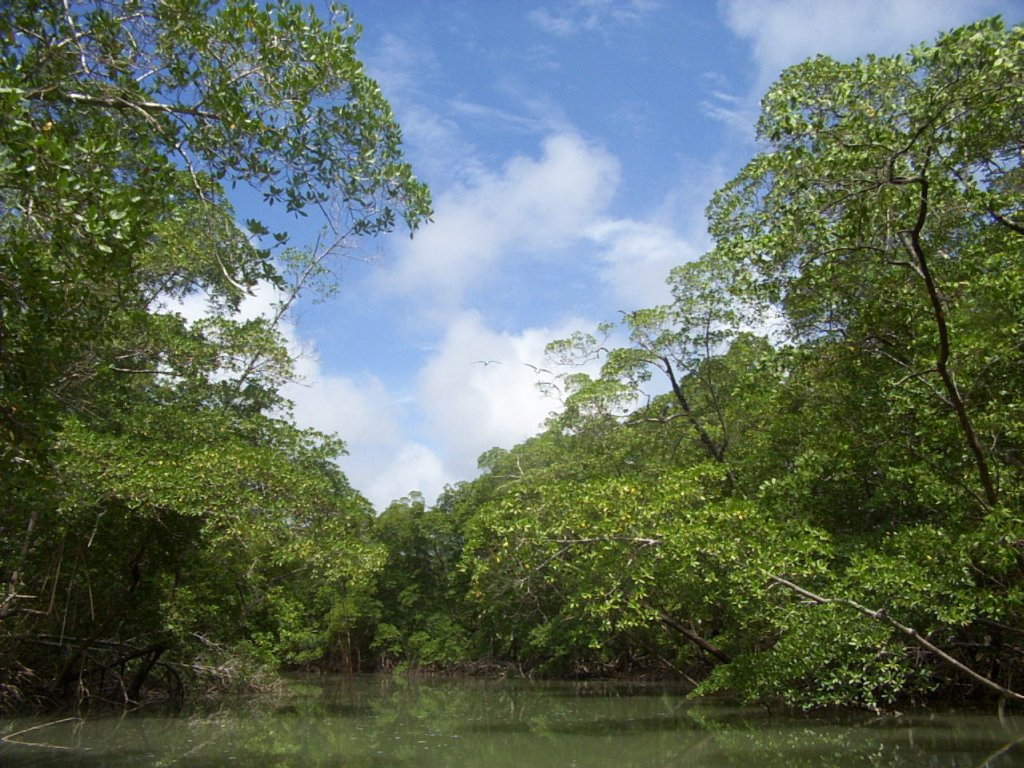
A bacia do rio Amazonas tem um bioma típico dos climas equatoriais.

O clima equatorial é mais comumente encontrado na América do Sul, África Central, Sudeste Asiático e Oceania. No entanto, os microclimas equatoriais são encontrados em muitas outras regiões (por exemplo, no extremo norte do estado australiano de Queensland).
Além disso, enquanto climas de floresta tropical são tipicamente localizados perto do equador (daí o nome de "clima equatorial"), há um número de instâncias onde o clima é encontrado a alguma distância do equador. Por exemplo, as cidades de Santos no Brasil e Fort Lauderdale nos Estados Unidos, não estão apenas longe do equador, mas estão localizadas fora dos trópicos. No entanto, ambas as cidades apresentam um clima equatorial, embora com períodos notavelmente mais frios e mais quentes no ano.

## Vegetação e agricultura
Em consequência da elevada pluviosidade, temperatura e umidade, o bioma característico das regiões de clima equatorial é a floresta equatorial, uma formação vegetal marcada pelo predomínio de árvores de grande e médio porte ,com formações higrófilas e latifoliadas. A biodiversidade destas florestas é das mais elevadas da Terra, assim como a sua biomassa por área, o que leva a que a maior parte dos nutrientes disponíveis esteja capturado na biomassa viva, sendo a rápida decomposição um mecanismo essencial para a manutenção do equilíbrio ecológico destas formações.
A agricultura nestas regiões é em geral difícil já que os nutrientes, uma vez destruído o coberto florestal, são rapidamente lixiviados pela elevada precipitação. Ainda assim, cultiva-se a mandioca, juta, arroz, com áreas crescentes a serem ocupadas por plantações para produção de óleo de palma para biocombustível.

## Biodiversidade

### Fauna e flora

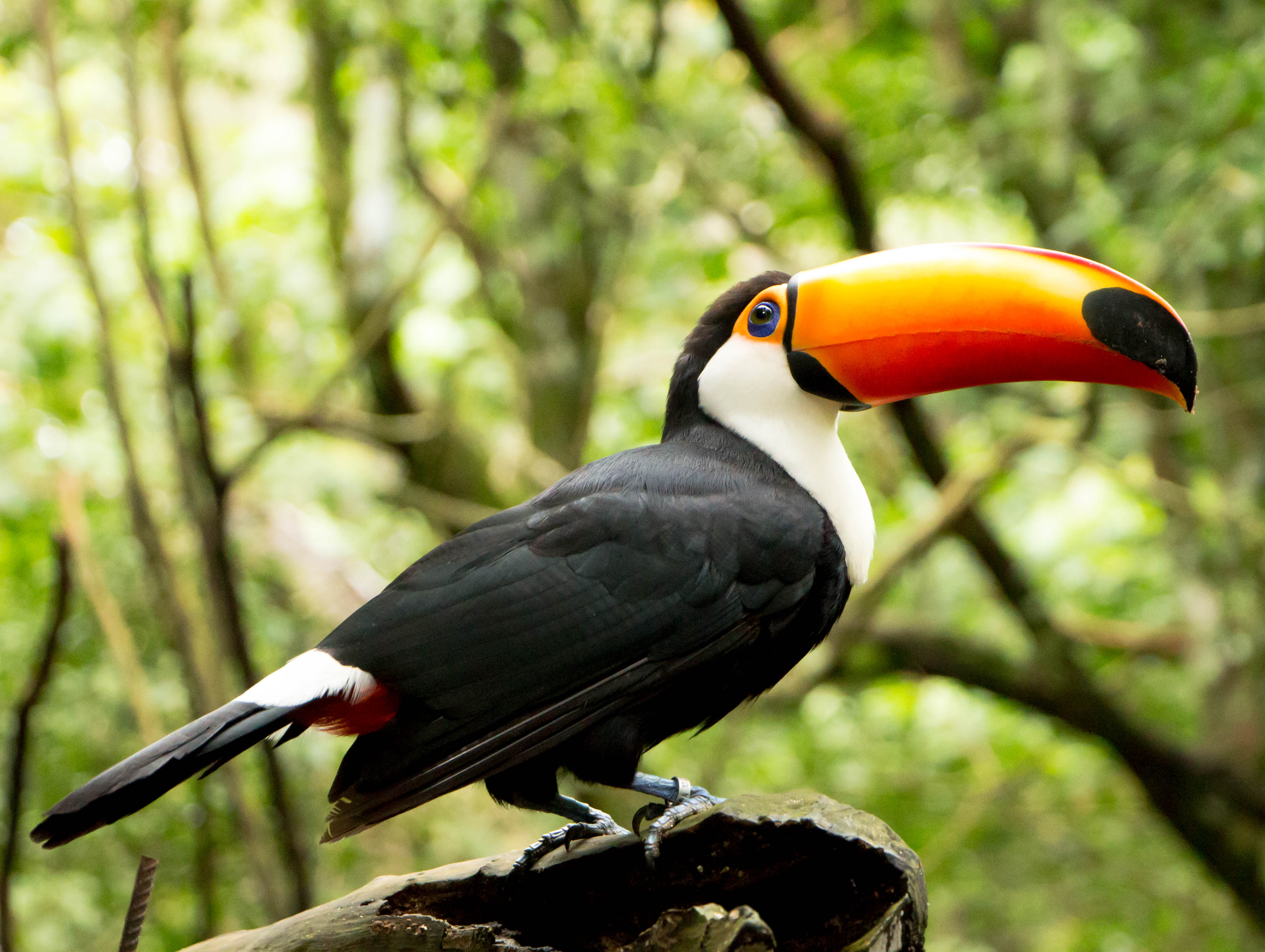
Os Tucanos são uma família comum de aves no clima equatorial.

A combinação de clima ameno e chuva abundante propicia uma grande variedade de espécies de plantas. É estimado que haja 15 milhões de espécies de plantas e animais nas florestas equatoriais.
A floresta equatorial abriga seres vivos pequenos e grandes. Os menores seres são bactérias que auxiliam na ciclagem de nutrientes, como no ciclo do nitrogênio. Dessa forma, as florestas equatoriais não tem uma grande camada de nutrientes no solo, pois a maioria já está ligada aos seres vivos. Um fato interessante é que alguns animais podem passar a vida toda em árvores. Os principais tipos de animais são macacos, cobras, roedores, insetos, anfíbios e aves.

## Notáveis cidades com clima equatorial
| Africa - Moroni, Comores - Kisumu, Quênia - Antalaha, Madagascar - Manakara, Madagascar - Toamasina, Madagascar - Kampala, Uganda América do Norte - West Palm Beach, Estados Unidos - Boca Raton, Estados Unidos - Fort Lauderdale, Estados Unidos América Central - Punta Gorda, Belize - Limón, Costa Rica - Higüey, República Dominicana - Puerto Barrios, Guatemala - La Ceiba, Honduras - Port Antonio, Jamaica - Bluefields, Nicarágua - Changuinola, Panamá América do Sul - Belém, Brasil - Macapá, Brasil - Salvador, Brasil - Florencia, Colômbia - Medellín, Colômbia - Puyo, Equador - Saint-Laurent-du-Maroni, Guiana Francesa - Georgetown, Guiana - Iquitos, Peru - Paramaribo, Suriname | Ásia - Sri Jayawardenepura Kotte, Sri Lanka - Bandar Seri Begawan, Brunei - Jayapura, Indonésia - Padang, Indonésia - Tangerang, Indonésia - Ipoh, Malásia - Johor Bahru, Malásia - Malaca, Malásia - Singapura - Nakhon Si Thammarat, Tailândia - Dávao, Filipinas - Tacloban, Filipinas - Ishigaki, Japão Oceania Innisfail, Austrália - Suva, Fiji - Tabubil, Papua Nova Guiné - Lae, Papua Nova Guiné - Honiara, Ilhas Salomão - Apia, Samoa - Pago Pago, Samoa Americana - Port Vila, Vanuatu - Funafuti, Tuvalu - Nukuʻalofa, Tonga - Majuro, Ilhas Marshall - Palikir, Micronésia - Tarawa, Kiribati |

## Exemplos
| Gráfico climático para Apia, Samoa             | Gráfico climático para Apia, Samoa | Gráfico climático para Apia, Samoa | Gráfico climático para Apia, Samoa | Gráfico climático para Apia, Samoa | Gráfico climático para Apia, Samoa | Gráfico climático para Apia, Samoa | Gráfico climático para Apia, Samoa | Gráfico climático para Apia, Samoa | Gráfico climático para Apia, Samoa | Gráfico climático para Apia, Samoa | Gráfico climático para Apia, Samoa |
| ---------------------------------------------- | ---------------------------------- | ---------------------------------- | ---------------------------------- | ---------------------------------- | ---------------------------------- | ---------------------------------- | ---------------------------------- | ---------------------------------- | ---------------------------------- | ---------------------------------- | ---------------------------------- |
| J                                              | F                                  | M                                  | A                                  | M                                  | J                                  | J                                  | A                                  | S                                  | O                                  | N                                  | D                                  |
| 450 30 23                                      | 380 29 24                          | 350 30 23                          | 250 30 23                          | 260 29 23                          | 120 29 23                          | 80 29 23                           | 80 28 23                           | 130 28 23                          | 170 29 23                          | 260 30 23                          | 370 29 23                          |
| Temperaturas em °C • Precipitações em mmFonte: |                                    |                                    |                                    |                                    |                                    |                                    |                                    |                                    |                                    |                                    |                                    |

| Gráfico climático para Paramaribo, Suriname    | Gráfico climático para Paramaribo, Suriname | Gráfico climático para Paramaribo, Suriname | Gráfico climático para Paramaribo, Suriname | Gráfico climático para Paramaribo, Suriname | Gráfico climático para Paramaribo, Suriname | Gráfico climático para Paramaribo, Suriname | Gráfico climático para Paramaribo, Suriname | Gráfico climático para Paramaribo, Suriname | Gráfico climático para Paramaribo, Suriname | Gráfico climático para Paramaribo, Suriname | Gráfico climático para Paramaribo, Suriname |
| ---------------------------------------------- | ------------------------------------------- | ------------------------------------------- | ------------------------------------------- | ------------------------------------------- | ------------------------------------------- | ------------------------------------------- | ------------------------------------------- | ------------------------------------------- | ------------------------------------------- | ------------------------------------------- | ------------------------------------------- |
| J                                              | F                                           | M                                           | A                                           | M                                           | J                                           | J                                           | A                                           | S                                           | O                                           | N                                           | D                                           |
| 200 30 22                                      | 140 30 22                                   | 150 30 22                                   | 210 31 22                                   | 290 30 23                                   | 290 31 22                                   | 230 31 22                                   | 170 32 23                                   | 90 32 23                                    | 90 33 23                                    | 120 32 23                                   | 180 30 22                                   |
| Temperaturas em °C • Precipitações em mmFonte: |                                             |                                             |                                             |                                             |                                             |                                             |                                             |                                             |                                             |                                             |                                             |

| Gráfico climático para Mbandaka, DR Congo      | Gráfico climático para Mbandaka, DR Congo | Gráfico climático para Mbandaka, DR Congo | Gráfico climático para Mbandaka, DR Congo | Gráfico climático para Mbandaka, DR Congo | Gráfico climático para Mbandaka, DR Congo | Gráfico climático para Mbandaka, DR Congo | Gráfico climático para Mbandaka, DR Congo | Gráfico climático para Mbandaka, DR Congo | Gráfico climático para Mbandaka, DR Congo | Gráfico climático para Mbandaka, DR Congo | Gráfico climático para Mbandaka, DR Congo |
| ---------------------------------------------- | ----------------------------------------- | ----------------------------------------- | ----------------------------------------- | ----------------------------------------- | ----------------------------------------- | ----------------------------------------- | ----------------------------------------- | ----------------------------------------- | ----------------------------------------- | ----------------------------------------- | ----------------------------------------- |
| J                                              | F                                         | M                                         | A                                         | M                                         | J                                         | J                                         | A                                         | S                                         | O                                         | N                                         | D                                         |
| 80 31 19                                       | 100 32 20                                 | 150 32 20                                 | 140 31 20                                 | 130 31 20                                 | 110 30 19                                 | 100 30 17                                 | 100 29 17                                 | 200 30 19                                 | 210 30 19                                 | 190 30 19                                 | 120 30 19                                 |
| Temperaturas em °C • Precipitações em mmFonte: |                                           |                                           |                                           |                                           |                                           |                                           |                                           |                                           |                                           |                                           |                                           |

| Gráfico climático para Kuching, Malaysia                                            | Gráfico climático para Kuching, Malaysia | Gráfico climático para Kuching, Malaysia | Gráfico climático para Kuching, Malaysia | Gráfico climático para Kuching, Malaysia | Gráfico climático para Kuching, Malaysia | Gráfico climático para Kuching, Malaysia | Gráfico climático para Kuching, Malaysia | Gráfico climático para Kuching, Malaysia | Gráfico climático para Kuching, Malaysia | Gráfico climático para Kuching, Malaysia | Gráfico climático para Kuching, Malaysia |
| ----------------------------------------------------------------------------------- | ---------------------------------------- | ---------------------------------------- | ---------------------------------------- | ---------------------------------------- | ---------------------------------------- | ---------------------------------------- | ---------------------------------------- | ---------------------------------------- | ---------------------------------------- | ---------------------------------------- | ---------------------------------------- |
| J                                                                                   | F                                        | M                                        | A                                        | M                                        | J                                        | J                                        | A                                        | S                                        | O                                        | N                                        | D                                        |
| 466 30 23                                                                           | 445 29 23                                | 465 30 23                                | 251 32 23                                | 347 33 24                                | 310 32 23                                | 184 31 23                                | 326 32 23                                | 208 32 23                                | 307 32 23                                | 482 32 24                                | 516 30 23                                |
| Temperaturas em °C • Precipitações em mmFonte: Monthly Statistical Bulletin Sarawak |                                          |                                          |                                          |                                          |                                          |                                          |                                          |                                          |                                          |                                          |                                          |

| Gráfico climático para Quibdó, Colômbia        | Gráfico climático para Quibdó, Colômbia | Gráfico climático para Quibdó, Colômbia | Gráfico climático para Quibdó, Colômbia | Gráfico climático para Quibdó, Colômbia | Gráfico climático para Quibdó, Colômbia | Gráfico climático para Quibdó, Colômbia | Gráfico climático para Quibdó, Colômbia | Gráfico climático para Quibdó, Colômbia | Gráfico climático para Quibdó, Colômbia | Gráfico climático para Quibdó, Colômbia | Gráfico climático para Quibdó, Colômbia |
| ---------------------------------------------- | --------------------------------------- | --------------------------------------- | --------------------------------------- | --------------------------------------- | --------------------------------------- | --------------------------------------- | --------------------------------------- | --------------------------------------- | --------------------------------------- | --------------------------------------- | --------------------------------------- |
| J                                              | F                                       | M                                       | A                                       | M                                       | J                                       | J                                       | A                                       | S                                       | O                                       | N                                       | D                                       |
| 579 30 23                                      | 505 30 23                               | 526 30 23                               | 655 31 23                               | 776 31 23                               | 762 31 23                               | 803 31 23                               | 852 31 23                               | 702 31 23                               | 654 30 23                               | 728 30 23                               | 589 30 23                               |
| Temperaturas em °C • Precipitações em mmFonte: |                                         |                                         |                                         |                                         |                                         |                                         |                                         |                                         |                                         |                                         |                                         |